# Grand Prix Mechanics Charitable Trust
Le Grand Prix Mechanics Charitable Trust (GPMCT), Fondation Caritative des Mécaniciens de Grands Prix en français, est une fondation caritative destinée à fournir un soutien moral et financier, en cas de besoin, aux anciens et actuels mécaniciens de Formule 1 ainsi qu'à leurs familles. L'institution a été fondée en 1987 par Jackie Stewart, triple champion du monde de Formule 1, qui en est l'actuel président.
Jackie Stewart eut l'idée de la fondation après avoir fait campagne durant de nombreuses années pour une amélioration des normes de sécurité en Formule 1. Conscient des dangers potentiels auxquels étaient confrontés les mécaniciens travaillant sur la voie des stands, il savait que beaucoup d'entre eux n'avaient ni assurance, ni pension, et qu'en cas d'accident mortel ou grave, eux ou leurs familles se retrouveraient en difficulté financière. En 1987, Stewart fonda le GPMCT avec le concours des propriétaires d'écuries Ken Tyrrell et Jackie Oliver et les conseils professionnels de la société Rawlinson & Hunter.
Aujourd'hui, la fondation vient principalement en aide aux anciens mécaniciens à la retraite qui n'ont pas bénéficié de l'amélioration des conditions de travail et des avancées sociales des deux dernières décennies. Le GPMCT leur fournit, à eux ou leur famille, une aide financière en cas de coups durs ou de maladie grave.

## Comité directeur
- Jackie Stewart
- James Allen (en)
- Martin Brundle
- Brian Clark
- Peter Hamlyn
- Patrick Head
- Peter Hetherington
- John Hogan
- Michael Jakeman
- Jo Ramirez
- Dave Ryan
- Mark Smith
- Michael Tee